# Rathaus Loburg

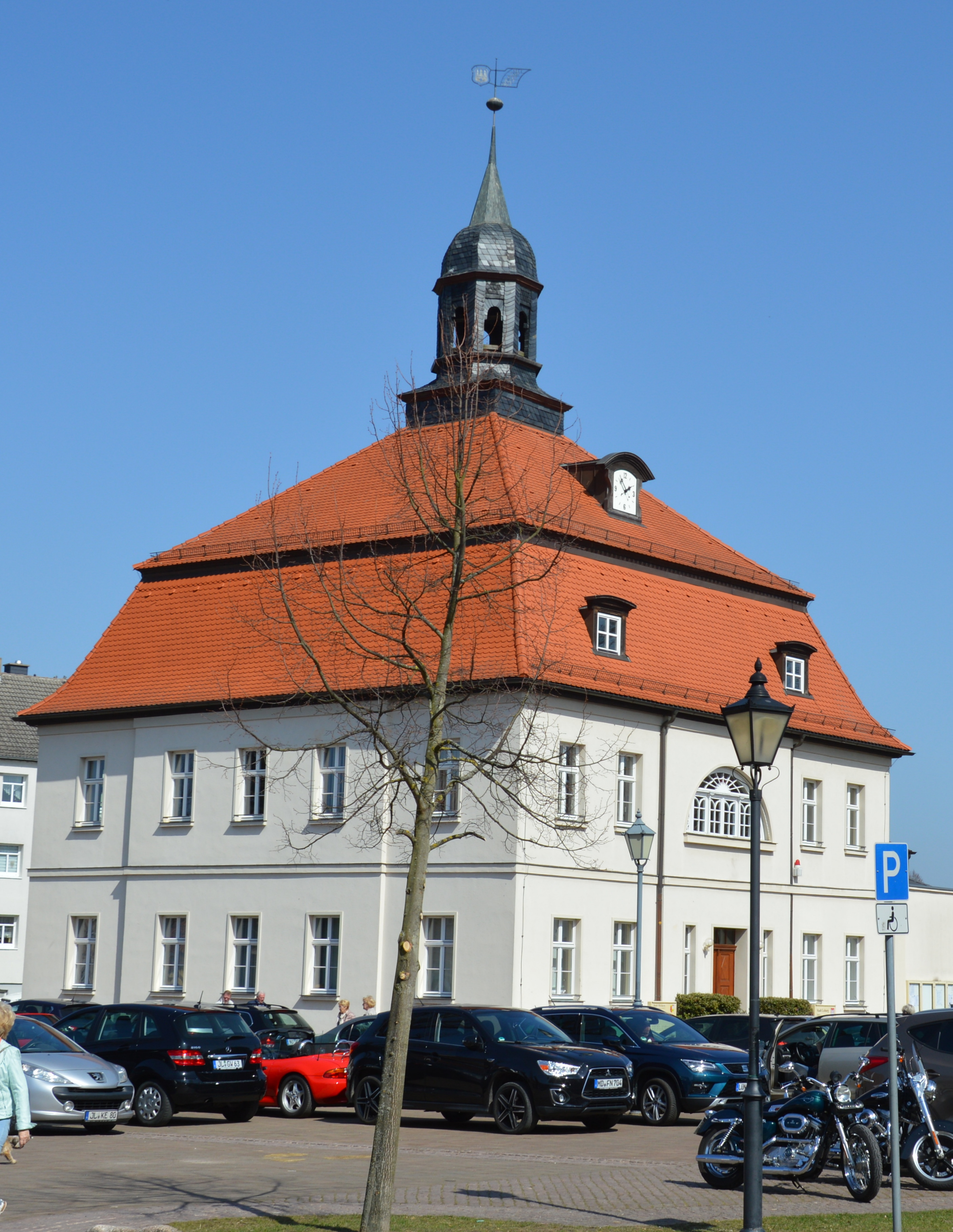
Rathaus Loburg, 2018

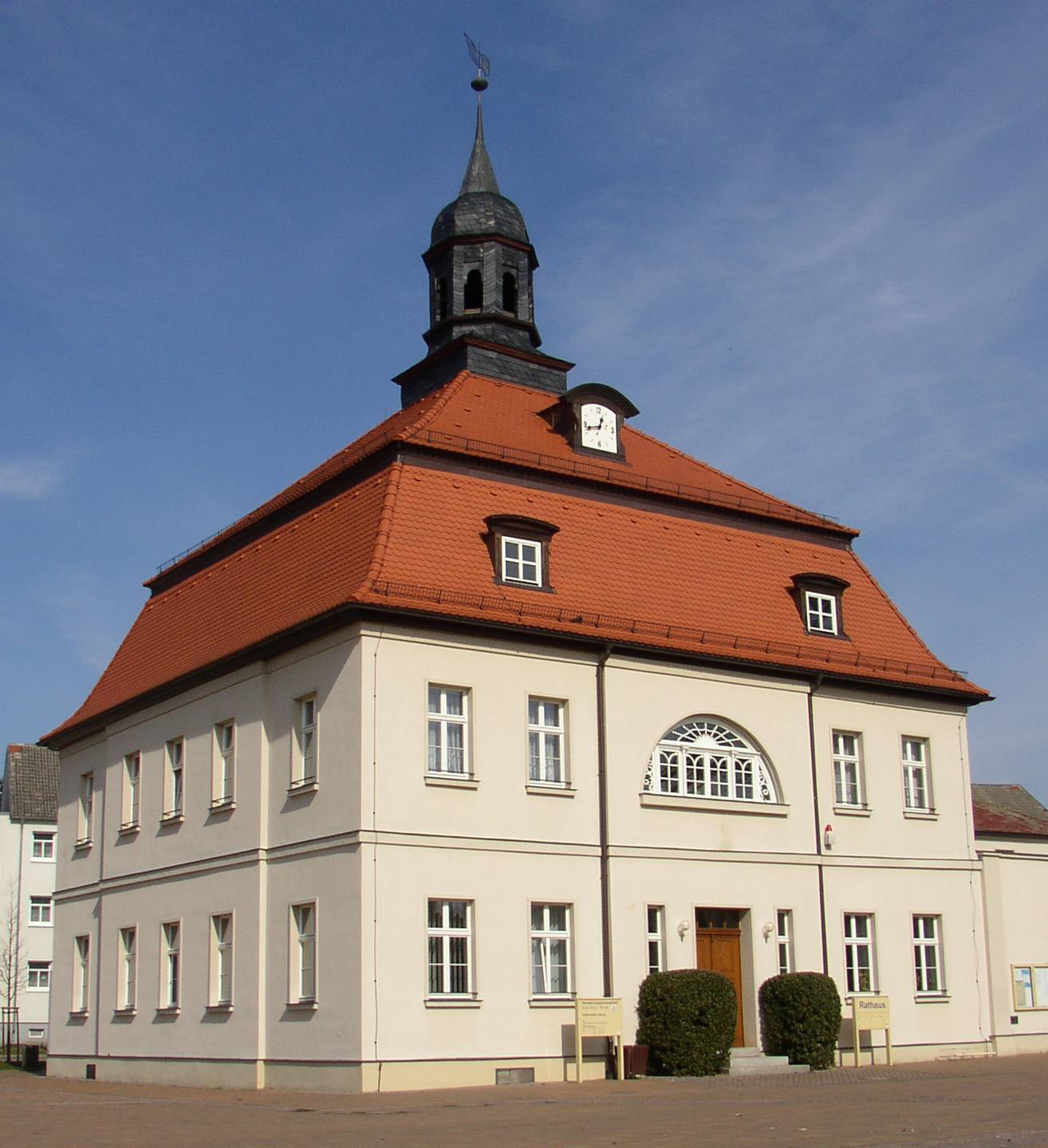
2007

Das Rathaus Loburg ist das denkmalgeschützte Rathaus in der zu Möckern gehörenden Stadt Loburg in Sachsen-Anhalt.

## Lage
Es befindet sich freistehend auf dem Marktplatz der Stadt an der Adresse Markt 1.

## Architektur und Geschichte
Bereits im Jahr 1609 wurde ein Rathaus mit Ratssaal erwähnt, das jedoch 1660 niederbrannte. Der Bau des heutigen Rathauses erfolgte im Jahr 1747 auf quadratischem Grundriss. Die schlichten, verputzten Fassaden sind fünfachsig ausgebildet. Bedeckt wird das Rathaus von einem Mansardwalmdach, das von einer achteckigen, verschieferten Laterne bekrönt wird, die ihrerseits eine geschweifte Haube trägt. Im Jahr 1827 erfolgte eine Erneuerung des Gebäudes.
Im örtlichen Denkmalverzeichnis ist das Rathaus unter der Erfassungsnummer 107 05040 als Baudenkmal verzeichnet.
Im Rathaus Loburg tagt regelmäßig der Ortschaftsrat von Loburg.